# Basses de la marina de Llucmajor
Basses de la marina de Llucmajor este o arie protejată (arie specială de conservare — SAC, sit de importanță comunitară — SCI) din Spania întinsă pe o suprafață de 10,66 ha, integral pe uscat.

## Localizare
Centrul sitului Basses de la marina de Llucmajor este situat la coordonatele 39°28′21″N 2°48′44″E / 39.4726°N 2.8123°E.

## Înființare
Situl Basses de la marina de Llucmajor a fost declarat sit de importanță comunitară în iulie 2000 pentru a proteja 8 specii de animale. Situl a fost protejat și ca arie specială de conservare în martie 2015.

## Biodiversitate
Situată în ecoregiunea mediteraneană, aria protejată conține 2 habitate naturale: Pseudostepă cu ierburi și specii anuale de Thero-Brachypodietea, Iazuri temporare mediteraneene.
La baza desemnării sitului se află mai multe specii protejate:
- păsări (7): fâsă-de-câmp (Anthus campestris), pasărea ogorului (Burhinus oedicnemus), ciocârlie-cu-degete-scurte (Calandrella brachydactyla), caprimulg (Caprimulgus europaeus), Galerida theklae, turturică (Streptopelia turtur), Sylvia sarda
- reptile (1): țestoasă bănățeană (Testudo hermanni)